# Buci (Kruševac)
Buci (Servisch cyrillisch Буци) is een plaats in de Servische gemeente Kruševac. De plaats telt 433 inwoners (2002).